# WNYE
WNYE ist ein Public-Broadcasting-Bildungsradio aus New York City. Der Sender wird von der NYC Media Group betrieben.
Nach einer Programmreform Mitte 2015 werden vermehrt Programme für die Latino Community und African Americans gesendet. Von NPR wird u. a. „Here & Now“  und „All Things Considered“ übernommen.

## Geschichte
WNYE begann 1938 als Station im Apex-Frequenzband. 1942 wechselte sie auf die Frequenzmodulation und sendete auf 42,1 MHz. 1946 zog sie auf das neue UKW-Band auf 91,7 und 1948 schließlich auf 91,5 MHz um. Die Station wurde 2004 vom NYC Board of Education zum NYC Dept. of Information Technology & Telecommunications umgewidmet. Die Station wird heute vom Office of Media and Entertainment des Bürgermeisters von New York betrieben.